# 夏の湖
夏の湖（Lacus Aestatis）は、月の西縁に位置し、2つの比較的小さな月の海からなる。月面緯度は南緯15.0°、月面経度は西経69.0°で、直径は90km、面積は合わせて1000km2程度である。
北西にある1つは、クレーターRoccaの東南東に位置していて、サテライトクレーターRocca Aの縁に含まれている。もう1つは、1つ目の南東に位置し、南北方向に伸びた奇妙な形をしている。南端はクレーターCrügerの北西部に位置している。